# 나카무라 유이치 (성우)
나카무라 유이치(일본어: 中村 悠一, 1980년 2월 20일 ~ )는 일본 성우, 나레이터이다. 기타군 아지정 (현:다카마쓰시) 출신이다.

## 출연 작품

### TV 애니메이션
2001년
- 별나라 요정 코미 - 배터인 위생병
- 전뇌모험기 웹다이버 - 그리피온, 라이가온, 라다 (※데뷔작)

2002년
- 테니스의 왕자 - 긴카 중학교 부원

2003년
- 여기는 잘나가는 파출소 - 캥거루 형사
- 유희왕 듀얼 몬스터즈 - 다이노서 류자키(2대)
- 크러시 기어 Nitro - 우고
- 프린세스 츄츄 - 남성
- DEAR BOYS - 나가세 사토루
- E'S OTHERWISE - 테오

2004년
- 금색의 갓슈 - 챠오롱
- 수라의 각 - 오키타 소지

2005년
- 교향시편 에우레카7 - 남학생, 점원C, 본부, 감시병A, 군경찰(…)
- 라부게 절대정의 러브페로몬 - 비서
- 성실하게 불성실한 쾌걸 조로리 - 단역다수
- 투패전설 아카기 - 불량A[7], 아오키, 후루야, 요시다, 타키토 외 단역 다수

2006년
- 갤럭시 엔젤룬 - 담당자B, 남성대원, 남자B
- 금색의 코르다 - 남자A
- 러브겟CHU ~미라클 성우 백서~ - 음향 스태프
- 무적 철가방 - 오타 아키히코
- 블랙라군 - 마이어, PBR의 해적들, 청음사, 사관, 병사, 중국인, 호텔 직원(벨보이), 마니사렐라 카르텔, TV 리포터, 에이전트, 슈가 등
- 사랑하는 천사 안젤리크 ~마음이 눈뜰 때~ - 연구원
- 서쪽의 착한 마녀 Astraea Testament - 시종, 병사1
- 신비한 별의 쌍둥이 공주 Gyu! - 파울
- 유리함대 - 래큐리드
- 전설의 총사 아스타 - 마을사람
- 지옥소녀 후타코모리 - 범인, 테츠
- 창천의 권 - 부하
- 키바 -KIBA- - 폴리스B
- 학원 헤븐 BOY'S LOVE HYPER! - 비서 이시즈카, 자객
- 허니와 클로버 II - 학생C, 남자학생B
- ARIA The NATURAL - 직원
- TOKYO TRIBE2 - 구루메, WARU, 카마카지

2007년
- 기동전사 건담 00 - 그라함 에이커
- 노다메 칸타빌레 - 이와이 카즈시, 남자학생A, 친구A
- 마법소녀 리리컬 나노하 StrikerS - 바이스 그란세닉
- 마크로스 프런티어 - 사오토메 알토
- 블리치 - 파라테라울, 잠화점 점원, 검도부 부장, 사신
- 샤먼 시스터즈 - 타카나시
- 수호캐릭터 - (츠키요미 이쿠토)
- 스카이 걸즈 - 모리야마 호마레, 마츠자카, 날치기남, 기상예보사, 관방장관, 간부, 기관원, 타쿠미의 아버지
- 안녕 절망선생 - 아비루 아버지, 사용인, 경관, 백발, 시타미절 주지, 감독B, 오빠
- 역경무뢰 카이지 - 코이즈미 외 단역 다수
- 오자루마루 - 청년, 버블헷텐코 Jr., 하치 등
- 우리들의 - 나기
- 이 푸른 하늘에 약속을 - 호시노 와타루
- 체포하겠어 3기 - 남자, 시트남, 점원
- 크게 휘두르며 - 아베 타카야
- 클라나드 - (오카자키 토모야)
- 클레이모어 - 단역 다수
- 키스덤 - 나나오 슈우
- 프리즘 아크 - 쥬다스
- 히마와리 - 마을사람2
- sola - 선생

2008년
- 강철의 라인배럴 - 모리츠구 레이지, 후루야 츠토무, 키바이다, 히토가타
- 기동전사 건담 00 세컨드 시즌 - 미스터 부시도／그라함 에이커, 부관, 애시
- 네오 안젤리크 Abyss(1, 2기) - 제트
- 넷 고스트 PIPOPA - 디바인 포레스트
- 룩스페인 - 미도 아키라
- 마인탐정 네우로 - 호무라 테츠유키
- 블리치 - 테슬러 린도크루츠
- 수호캐릭터 (2기) - (츠키요미 이쿠토)
- 속 안녕 절망선생 - 아비루 아버지
- 우리집의 여우신령님 - (쿠우겐)(남자ver)
- 이나즈마 일레븐 - 카게노 진, 겐다 코지로
- 절대가련 칠드런 - 미나모토 코이치
- 클라나드 ~애프터 스토리~ - (오카자키 토모야)
- BLASSREITER - 브래드(브래들리 길포트)

2009년
- 강철의 연금술사 FULLMETAL ALCHEMIST - (그리드)
- 너에게 닿기를 - (사나다 류)
- 더 파이팅 (2기) - 이마이 쿄우스케
- 바스쿼슈! - 아이스맨 홋티
- 블리치 참백도 이문편 - 무라마사
- 참 안녕 절망선생 - 아비루 아버지
- 샹그릴라 - 이마키 레온
- 수호캐릭터 (3기) - (츠키요미 이쿠토)
- 싸우는 사서 - 볼켄 마크마니
- 이나즈마 일레븐 - 자이젠 소스케, 젤／세가타 류이치로
- 페어리 테일 - 그레이 풀버스터, 그레이 솔쥬

2010년
- 내 여동생이 이렇게 귀여울 리가 없어 - 코우사카 쿄우스케, 루시퍼[8]
- 듀라라라!! - (카도타 쿄헤이)
- 뱀파이어 번드 - 아키라 카부라기 레겐돌프
- 아라카와 언더 더 브리지 (1, 2기) - 라스트 사무라이, 텐구들, 젊은 제비
- 이나즈마 일레븐 - 마크 크루거, 에카델
- 츄브라 - 타니하라 선생／초등학교 담임
- 침략! 오징어 소녀 - * 아라시야마 고로
- 크게 휘두르며 여름대회편 (2기) - 아베 타카야
- 토가이누의 피 - 토모유키, 디

2011년
- 47도도부견 - 가가와견
- 골판지 전기 - 우자키 타쿠야, 자이젠 소스케
- 길티 크라운 - 츠츠가미 가이
- 너에게 닿기를 (2기) - (사나다 류)
- 노래의☆왕자님♪진심LOVE1000% 애니메이션 - (츠키미야 링고)
- 라스트 엑자일 은빛 날개의 팜 - 소르슈
- 바쿠간 3기 - 엘라이트
- 세계 제일의 첫사랑 - 하토리 요시유키
- 언젠가 천마의 검은 토끼 - 쿠레나이 겟코우
- Fate/Prototype - (아처)
- WORKING'!! - 마시바 요헤이
- X-MEN - 마쉬

2012년
- 골판지 전기 W - 우자키 타쿠야, 자이젠 소스케
- 백곰 카페 - (불곰(그리즐리))
- 빙과 - (오레키 호타로)
- 사랑과 선거와 초콜릿 - 오오지마 유우키
- 아르카나 패밀리아 - (루카)
- 아쿠에리온 EVOL - 토와노 미카게
- 여름 눈 랑데부 - 하즈키 료스케
- 옆자리 괴물군 - 요시다 유우잔
- 윤회의 라그랑제 - 뷔라 쥬리오
- 이누x보쿠 SS - 미케츠카미 소우시
- K - 카마모토 리키오

2013년
- 건담 빌드 파이터즈 - 리카르도 페리니
- 골판지 전기 WARS - 후우진 카이토
- 노래의☆왕자님♪ 진심LOVE2000% - (츠키미야 링고)
- 전용. - (로스)
- 이니셜 D - 호죠 린
- THE UNLIMITED 효부 쿄스케 - 미나모토 코이치
- 최강은하 얼티밋 제로 -배틀 스피리츠- - 일등성의 레이
- 카니발 - (지키)
- 포켓몬스터 베스트위시 시즌 2 - N
- 혈액형에 관한 간단한 고찰 - (B형)
- 내 여동생이 이렇게 귀여울 리가 없어 2기 - 코우사카 쿄우스케
- 베르세르크 황금시대편 Ⅲ - 강림 - 시라트
- 바카우맛! B급 구루메 서바이벌!! - 구루멧포이
- 내가 인기 없는 건 아무리 생각해도 너희들 탓이야! - 쿠로키 토모키
- 혁명기 발브레이브 - 야마다 라이조
- 마기 ~The kingdom of magic~ - (연홍염)

2014년
- 건전로봇 다이미다라 - 헨리
- 노부나가 더 풀 - 가이우스 율리우스 카이사르
- 노부나가 콘체르토 - 키노시타 토키치로
- 단칸방의 침략자!? - 사토미 코타로
- 도쿄 구울 - (요모 렌지)
- 로그 호라이즌 - 윌리엄 메사추세츠
- 마법과고교의 열등생 - 시바 타츠야[9]
- 브레이크 블레이드 - 호즈루 <크리슈나 9 세>
- 월드 트리거 - 진 유이치
- 월간순정 노자키군 - (노자키 우메타로)
- 페어리 테일 - 그레이 풀 버스터
- 하마토라 - 레시오
- 하이큐!! - (쿠로오 테츠로)
- 흐린 하늘에 웃다. - 쿠모우 텐카
- Re:하마토라 - 레시오
- Z/X IGNITION - 쿠로 미카도

2015년
- 새여동생 마왕의 계약자 - 토죠 바사라
- 종말의 세라프 - (이치노세 구렌)
- 오소마츠 상 - (마츠노 카라마츠)
- 원펀맨 - (무면허 라이더)

2016년
- 디바인 게이트 - (아서)
- 달콤달콤 & 짜릿짜릿 - (이누즈카 코헤이)
- Re: 제로부터 시작하는 이세계 생활 - 라인하르트 반 아스트레아

### 웹 애니메이션
2010년
- 기동전사 건담 UC - 나이젤 가렛

2011년
- 웹코믹판 WORKING!! 만우절 영상 - 히가시다 다이스케

2013년
- 취성의 가르간티아 - 리토나

### 극장 애니메이션
2009년
- 마크로스 프론티어 거짓의 가희 - 사오토메 알토

2010년
- 기동전사 건담 00 A wakening of the Trailblazer - 그라함 에이커
- 브레이크 블레이드 - 호즐

2011년
- 마크로스 프론티어 작별의 날개 - 사오토메 알토

2012년
- BLOOD-C The Last Dark - 마츠오 이오리

### OVA
- CLANNAD 또 하나의 세계 토모요 편(오카자키 토모야)
- CLANNAD 또 하나의 세계 쿄 편(오카자키 토모야)
- 도쿄 마블 초콜릿(야마다)
- 소녀 파이트(시키시마 시게루)
- 절대가련 칠드런OVA 애다증생 빼앗긴 미래? (미나모토 코이치)
- 침략!! 오징어 소녀 (아라시야마 고로)

### 극장판
- 공의 경계 제3장 통각잔류(고헤이)
- 츠바사 크로니클 새장 나라의 공주님
- 마크로스 프론티어 허공가희 (사오토메 알토)
- 마크로스 프론티어 연리비익 (사오토메 알토)
- 브레이크 블레이드 (호즐/크리슈나 9세)
- 극장판 기동전사 건담 00 ~A Wakeing of Trailblazer~ (그라함 에이커)
- 고블린 슬레이어: 고블린즈 크라운 (드워프 도사)
- 극장판 주술회전 0 (고죠 사토루)
- 기동전사 건담 SEED FREEDOM (슈라 서펜타인)
- 극장판 하이큐!! 쓰레기장의 결전 (쿠로오 테츠오)

### 게임
- 발키리 프로파일2 시르메리아(루퍼스)
- 크게 휘두르며 진짜 에이스가 될 수 있을지도(아베 타카야)
- 클라나드 (비디오 게임)클라나드 토모요 에프터 PSP판(오카자키 토모야)
- 기동전사 건담 00 시리즈(그라함 에이커)
- 토가이누의 피 시리즈(토모유키)
- 블레이져 드라이브(시로우)
- 마크로스 에이스 프론티어(사오토메 알토)
- 러브루트제로 KissKiss 라비린스(하야가와 다이스케)
- 히메히비 -Princess Days 시리즈(코이즈미 켄)
- 아발론 코드(렉스)
- 아크라이즈 판타지아(라르크)
- BLAZBLUE 시리즈(하자마/유우키 테르미)
- Dear Girl~Stories~ 히비키 히비키특훈대작전(미즈시마 료우)
- LAST LANKER(FAZ)
- 파이널 판타지 XIII (시드 레인즈)
- Starry☆Sky ~in winter~ (시라누이 카즈키)
- 전장의 발큐리아 3(클트 어빙)
- 아멘 느와르(크림슨)
- 에스트 폴리스(막심)
- 아르카나(루카)
- 언라이트 (그룬왈드)

### 나레이션
TV
- 아침은 즐겁게(도쿄TV)
- 등용문 어머니의 맛 버라이어티 DK~ 다이닝키친(후지TV)
- 더! 세계앙천뉴스(VOICE OVER/일본TV)
- 애니메이션 탐험대(도쿄TV)
- 월요골든《슈렉》(TBS)
- 슈퍼J Channel(아사히TV)
- 거침없이 보여 주겠어!(도쿄TV)

CM
- I-O DATA (Rec-POT)
- Aim 싱글CD《Resolution》(라디오)
- 아즈미(방송 선전)
- 아라시 SUMMER TOUR 2006 (TV스포트)
- NTT《후렛츠 ADSL》(라디오)
- AUTOBACS
- 카도카와 서점《월간 뉴타입 2008년 12월호》
- Circle K Sunkus(라디오)
- 집영사《월간플레이보이》(라디오)
- 스튜디오DNA(라디오)
- 슈렉2(방송 선전)
- TOMY《말하는 뮤》《빙빙 맵》《포켓몬 도감 전국판》
- TOMY《대단한 낚시대》
- TOMY《DX몬스터볼》
- 토요다《WISH》(라디오)
- 파천황유희 드라마CD(라디오)
- 혼다《엘리시온》(라디오)
- 베이스볼베어 싱글CD《드라마틱》(라디오)
- 러브리스 드라마CD(라디오)

DVD
- 폭풍우 치는 밤에 네비게이트DVD《만났던 두사람》
- 노로이 프리미엄 에디션※특전DISK 나레이션
- 루어(인조미끼) 매거진 THE 무비 Vol.4,5

그외
- 가고시마 축구박물관
- Glodal Watch(갸오)
- JAL 국내선 비디오《사무라이 블루》
- 일본무역진흥기구《세계는 지금》(WEB방송)
- 신쥬쿠 발트9(알타비젼으로 나오는 공지)
- 포린 어페어스(갸오)

### 외화더빙
- CSI 마이애미 시즌4《14화 그림자로부터의 도망자》(패트릭)
- 너스 재키(피치쿠퍼)
- 라스트 송(윌 블레이크리)
- 삼총사(버킹엄 공작)
- 수퍼 소닉 3(톰 와코우스키)
- 장난스런 키스(아이하라 시게오)
- 퍼스트 어벤져(스티브 로저스,캡틴 아메리카)

### 드라마CD
- 사이좋은 공원1(죠니)
- 사이좋은 공원2짜(죠니)
- 월간순정 노자키군(노자키 우메타로)
- 오빠와 나(코즈카 나나)
- 대역 백작의 모험 시리즈(리하르토)
- 게잡이 공선(야마시타 토모코)
- 향연[복권/손목시계]
- 환상수호전(프릭)
- 러브루트제로 시리즈(하야가와 다이스케)
- 기동전사 건담더블오 시리즈(그라함 에어커)
- 키사라기 성우 Ver(야스오)
- 우리들과 경찰아저씨의 700일 전쟁(사이죠)
- 마크로스F 냥도라 1~4(사오토메 알토)
- 애완왕자 시리즈(리운카슈)
- MR.MORNING(와이즈만）
- 망상 소녀 오타쿠계 시리즈(치바 슌스케)
- 타비와 길동무(니시무라)
- 세인트 바토라즈(진)
- 덤불속(타마루 죠타로)
- 혈액형 남자(아카바네 히비키/B형)
- 내 여동생이 이렇게 귀여울 리가 없어(코우사카 쿄스케)
- 태양의 집(나카무라 히로)

### 음악CD
- 무적철가방 캐릭터송집(오오타 아키히코)
- 절대가련칠드런 4th session(미나모토 코이치)
- 절대가련칠드런 ED 테마《Break+Your+Destiny》
- 절대가련칠드런 UNLIMITED ∞ (미나모토 코이치)
- 네오 안젤리크 Abyss CHARACTER SONGS SCENE 03(제트)
- 러브루트제로 캐릭터송(하야가와 다이스케)
- 우리집의 여우신령님 천호마술 가곡집(쿠우겐/남)
- 수호캐릭터 캐릭터송 콜렉션2(츠키요미 이쿠토)
- 캐릭터송 미니앨범 대역백작의 위험한향연(리하르트 레드포트)

### 라디오
- 마크로스Ｆ○×△ 라디오 - 카미야 히로시, 나카지마 메구미와 함께 퍼스널리티를 맡고 있음.